# Bobby Lea
Pour les articles homonymes, voir Lea.
Robert « Bobby » Lea, né le 17 octobre 1983 à Easton dans le Maryland, est un coureur cycliste américain. Il participe à des compétitions sur route et sur piste.

## Biographie
En décembre 2015, il est suspendu 16 mois pour dopage, après un contrôle positif à l'oxycodone, lors des championnats des États-Unis de cyclisme sur piste en septembre 2015. Le 26 février 2016, sa suspension est réduite à 6 mois. Il saisit une cour d'arbitrage qui exige de sa Fédération qu'il soit inclus dans la sélection pour les Jeux olympiques de Rio.

## Palmarès sur piste

### Jeux olympiques
- Pékin 2008
  - 16e de l'américaine
  - 22e de la course aux points
- Londres 2012
  - 12e de l'omnium
- Rio 2016
  - 17e de l'omnium

### Championnats du monde
- Saint-Quentin-en-Yvelines 2015
  -  Médaillé de bronze du scratch
  - 13e de la poursuite individuelle

### Coupe du monde
- 2007-2008
  - 2e de l'américaine à Copenhague
- 2014-2015
  - 3e de l'omnium à Guadalajara
  - 3e de l'omnium à Londres

### Championnats panaméricains
| - Mar del Plata 2012 - Médaillé d'or du scratch - Médaillé de bronze de l'omnium - Aguacalientes 2014 - Médaillé d'or de la poursuite individuelle - Médaillé d'or de l'américaine (avec Jacob Duehring) - Médaillé de bronze de la course aux points | - Santiago 2015 - Médaillé d'or de l'américaine (avec Jacob Duehring) - Quatrième du scratch |  |

### Championnats nationaux
| - 2003 - Champion des États-Unis du kilomètre - 2004 - Champion des États-Unis de poursuite individuelle - Champion des États-Unis de poursuite par équipes - 3e du championnat des États-Unis de l'américaine - 2005 - Champion des États-Unis de poursuite par équipes - Champion des États-Unis de course aux points - 3e du championnat des États-Unis de poursuite - 3e du championnat des États-Unis de l'américaine - 2007 - Champion des États-Unis de l'américaine (avec Colby Pearce) - 3e du championnat des États-Unis de course aux points - 2009 - Champion des États-Unis du scratch - 2010 - Champion des États-Unis de l'omnium - 2011 - Champion des États-Unis de poursuite individuelle - Champion des États-Unis de l'omnium - 2e du championnat des États-Unis de l'américaine - 2012 - Champion des États-Unis de poursuite individuelle - Champion des États-Unis de l'américaine (avec John Simes) - Champion des États-Unis de la course aux points | - 2013 - Champion des États-Unis de poursuite individuelle - Champion des États-Unis de l'américaine (avec John Simes) - 2e du championnat des États-Unis de course aux points - 2014 - Champion des États-Unis de poursuite individuelle - Champion des États-Unis de l'omnium - Champion des États-Unis de l'américaine (avec John Simes) - Champion des États-Unis du scratch - 2e du championnat des États-Unis de course aux points - 2015 - Champion des États-Unis de poursuite individuelle - Champion des États-Unis de course aux points - Champion des États-Unis de l'omnium - Champion des États-Unis de l'américaine (avec Jacob Duehring) - 2016 - Champion des États-Unis de poursuite individuelle - Champion des États-Unis de la course aux points - Champion des États-Unis de l'omnium - Champion des États-Unis de l'américaine (avec Zak Kovalcik) |  |

## Palmarès sur route

### Par années
| - 2001 - 3e du championnat des États-Unis du contre-la-montre juniors - 2006 - Tour de l'Ohio : - Classement général - 2e et 3e étapes - 2011 - 11e, 12e et 14e étapes de l'International Cycling Classic - 2e de la Harlem Skyscraper Classic - 2012 - 3e de l'Historic Roswell Criterium | - 2014 - 3e du Wilmington Grand Prix - 3e de la Crystal Cup - 2015 - Madeira Criterium - 2016 - 2e de la Clarendon Cup - 2e de la Crystal Cup - 3e de l'Athens Twilight Criterium - 2019 - 3e du Tour de Somerville |  |

### Classements mondiaux
| Année            | 2013 |
| ---------------- | ---- |
| UCI America Tour | 120e |